# Дерек Ригс
Дерек Ригс (на английски: Derek Riggs, р. 13 февруари 1958, в Портсмът, Англия) е съвременен британски художник, най-известен със създаването на талисмана на хевиметъл групата Айрън Мейдън Еди, както и много от обложките им. Освен това работи и с Gamma Ray и The Iron Maidens.

## Кариера
Най-известното постижение на Ригс е работата му с Айрън Мейдън по създаването на талисмана Еди, както и на обложките на албумите и синглите на групата. Еди е базиран на герой наречен Електрическия Матю, който бил включен в картина, чрез която Ригс символизирал пънк движението в началото на 80-те във Великобритания. Маниджърите на Айрън Мейдън видели картината и решили, че може да бъде адаптирана за техните цели. Помолили за новя версия, но този път с повече коса и така се получила обложката на дебютния албум, издаден през 1980 г. Ригс работи с групата през 80-те и 90-те, създавайки най-известните им обложки; последната му работа с Мейдън е за албума „Brave New World“ (2000). След като обложката му за сингъла „The Wicker Man“ е отхвърлена, той отказва да рисува повече за групата.
Ригс прави обложката и на дебютния албум на The Iron Maidens. Картината е озаглавена „LA Maneater“ („Мъжеядка от Лос Анджелис“) и изобразява женска версия на Еди, наречена Едвина.
Той работи и със Стратовариус за албума им „Infinite“; с Gamma Ray за „Power Plant“ и с Artension за „Future World“.